# 영매탐정 조즈카
《영매탐정 조즈카》(일본어: medium 霊媒探偵城塚翡翠)은 아이자와 사코의 2019년작 장편 추리소설로, 조즈카 히스이 시리즈의 첫 작품이다. 대한민국에는 비채에서 김수지 번역으로 출간되었다.

## 목차
프롤로그 / 1화 우는 여자 살인 / 인터루드Ⅰ / 2화 수경장(水鏡莊) 살인 / 인터루드Ⅱ / 3화 여고생 연쇄 교살 사건 / 인터루드Ⅲ / 최종화 VS엘리미네이터 / 에필로그

## 등장인물

### 주요 인물
- 고게쓰 시로(香月史郎): 주인공. 추리 소설가. 과거 자신의 소설을 모방한 살인사건이 벌어지자 경찰에 자문을 주어 해결한 것을 계기로, 비공식적으로 경찰의 수사에 도움을 주고 있다.
- 조즈카 히스이(城塚翡翠): 죽은 자와 소통할 수 있는 영매를 자칭하는 소녀. 영국인 할머니를 둔 이국적인 외모의 미녀이다. 외국에서 자라나 세상 물정을 잘 모른다.
- 가네바 마사카즈(鐘場正和): 경시청 수사1과의 형사. 직책은 경부.
- 지와사키 마코토(千和崎真): 조즈카의 가사 도우미 겸 비서. 조즈카와 동거하고 있다.

### 우는 여자 살인
- 구라모치 유이카(倉持結花): 고게쓰의 대학 사진 동아리 후배. 현재는 백화점 안내데스크 직원으로 근무하고 있다.
- 다테마쓰 고로(立松五郎): 빈집털이 상습범. 경찰의 감시를 받고 있다.
- 니시무라 구토(西村玖翔): 마이의 직장 동료. 유이카에게 집착하고 있다.
- 고바야시 마이(小林舞衣): 고게쓰의 대학 사진 동아리 후배로, 유이카의 친구.

### 수경장 살인
- 구로고시 아쓰시(黒越篤): 고게쓰의 선배 추리 소설가. 오컬트와 미스터리를 결합한 괴기 추리 소설로 유명하다. 별장 '수경장'의 소유주로, 수경장을 바탕으로 《흑서관 살인사건》이라는 신작을 막 탈고했다.
- 아리모토 미치유키(有本道之): K사 편집자.
- 벳쇼 고스케(別所幸介): 구로고시의 제자. 조즈카에게 깊은 관심을 보인다.
- 신타니 유키노(新谷由紀乃): 구로고시의 제자. 작가 지망생. 조즈카와 파티에서 만나 친해진다.

### 여고생 연쇄 교살 사건
- 후지마 나쓰키(藤間菜月): 고등학교 2학년 여학생. 사진부원. 고게쓰의 소설의 열렬한 팬으로, 학교에서 벌어진 연쇄 살인사건을 해결해 달라는 의뢰를 해온다.
- 다케나카 하루카(武中遥香): 첫 번째 피해자. 사망 당시 1학년 여학생. 사진부원.
- 기타노 유리(北野由里): 두 번째 피해자. 2학년 여학생. 도서위원.
- 하스미 아야코(蓮見綾子): 3학년 여학생. 사진부장이자 도서위원.
- 와라시나 고토네(藁科琴音): 3학년 여학생. 도서위원장.
- 요시하라 사쿠라(吉原さくら): 2학년 여학생. 사진부원.
- 이시우치(石内): 사진부 고문 교사.
- 에비나 가이토(蛯名海斗): 경시청 수사1과의 형사. 직책은 순사부장. 어려 보이는 외모로, 결혼을 앞두고 있다.

### VS엘리미네이터
- 쓰루오카 후미키(鶴丘文樹): 20대 여성만 골라 살해하는 연쇄 살인마.
- 쓰루오카 요코(鶴丘陽子): 쓰루오카 후미키의 죽은 누나.